# Forme sonate

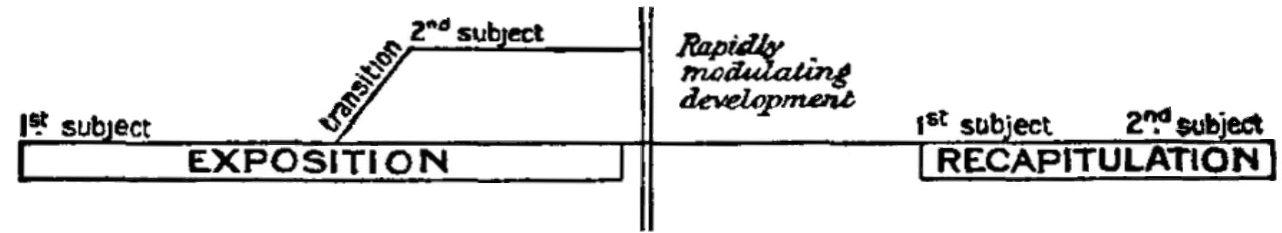
Une des formes possibles de la forme sonate bi-thématique.

En musique classique, la forme sonate est une forme musicale qui est composée de trois parties : l'exposition, le développement et la réexposition (ou récapitulation).
La forme sonate est le plus souvent fondée sur deux thèmes musicaux, utilisés lors de l'exposition et la réexposition, et souvent combinés ou se répondant lors du développement.
Attention à ne pas confondre la forme sonate et la sonate. Généralement, le premier mouvement d'une sonate — mais aussi d'une symphonie ou d'un concerto — suit le plan de la forme sonate.

## Historique
La forme sonate se développe à la fois à partir de la forme binaire récurrente et de la forme ternaire. Celles-ci sont les principales formes employées dans la composition des mouvements de la suite instrumentale et de la sonate baroque. On comprendra mieux les similitudes et les disparités entre ces diverses formes par l'analyse. Son nom lui vient simplement de son association originelle à la structure sonate.
- La forme sonate n'est pas totalement rigide : elle subit des améliorations et des adaptations au cours du temps, de la part des différents compositeurs qui l'utiliseront.
- À partir de l'ère classique, au cours de laquelle le genre lui-même se trouve soumis à un nombre grandissant de conventions, la forme sonate en vient à en former le premier mouvement de manière presque inévitable et, très souvent, se rencontre aussi dans les mouvements subséquents. La sonate est en quelque sorte la forme par excellence du classicisme viennois, où Haydn, Mozart et Beethoven, en plus d'en établir les canons formels, l'intègrent à pratiquement toute leur musique instrumentale. La forme sonate se retrouve donc autant dans leurs sonates pour piano que dans leurs symphonies, quatuors à cordes et pièces de musique de chambre pour vents.
- Le XIXe siècle voit la forme sonate prendre de plus en plus d'expansion et parfois, être modifiée jusqu'à être difficilement identifiable. Cette évolution s'amorce déjà avec Beethoven et Schubert. Même si certains compositeurs romantiques, particulièrement les partisans de la Neue Deutsche Musik (voir à cet effet La Querelle des Romantiques), commencent à délaisser cette forme, elle est tout de même employée avec ingéniosité dans de nombreuses œuvres.
- Bien que, dans la première moitié du XXe siècle, on juge de plus en plus en que la forme sonate a « tout dit », celle-ci est récupérée avec profit, surtout dans l'œuvre des compositeurs néo-classiques. Les compositeurs soviétiques, surtout, parce que les genres et formes classiques permettent d'apaiser la suspicion des autorités, donnent à la forme sonate ses lettres de noblesse au cours de cette période.

## Exposé théorique de la forme sonate

### Vue d'ensemble
La forme sonate classique, développée entre 1750 et 1830 environ, se compose de trois parties principales : l’exposition, le développement et la réexposition. Ces trois parties ne forment qu'un seul mouvement. À ce stade, on aperçoit déjà sa parenté avec la forme ternaire, en ce qu'on pourrait assez facilement la ramener au plan ABA'. Toutefois, la partie qui serait identifiée A dans la forme sonate ne forme pas une section fermée et potentiellement autonome comme celle de la forme ternaire. En cela, la forme sonate se rapproche plutôt de la forme binaire récurrente, où la partie A se termine dans une tonalité subordonnée à la tonalité principale du mouvement. Cependant, la forme sonate se distingue aussi de cette forme par sa reprise intégrale, même si modifiée, de sa première partie après la partie centrale, alors que la forme binaire récurrente n'en suppose qu'une brève évocation. Les particularités de chaque grande section seront analysées plus loin, dans leurs chapitres respectifs.
Dans un premier temps, la sonate était presque invariablement une forme à deux reprises. Contrairement à l'usage développé à l'ère des premiers disques, où, par les limites imposées par la durée de ceux-ci, on omettait régulièrement les reprises, les reprises de la sonate ne sont en aucun cas optionnelles. La première reprise concernait l'exposition et la seconde regroupait en une seule grande section le développement et la réexposition. Cette deuxième reprise a été progressivement abandonnée par les compositeurs vers la fin du XVIIIe siècle.
Comme dans l'analyse de toute forme classique, c'est le plan tonal qui permet le mieux d'identifier la sonate. C'est, en outre, ce même plan tonal qui lui confère un aspect téléologique inégalé parmi les autres formes de son époque et, conséquemment, en fait la forme narrative classique par excellence. Le plan qui suit révèle l'organisation conventionnelle des grandes sections de la forme sonate.
|                | Exposition                    | Développement                                  | Réexposition                   |
| -------------- | ----------------------------- | ---------------------------------------------- | ------------------------------ |
| Parcours tonal | Ton principal vers ton voisin | Tons éloignés (modulations) vers ton principal | Ton principal                  |
| Cadence finale | Parfaite dans le ton voisin   | Demi-cadence dans le ton principal             | Parfaite dans le ton principal |

La sonate débute donc par un état de repos, celui de la tonalité principale. Cet état de repos est toutefois rapidement dérangé par une modulation à un ton voisin, ce qui entraîne un conflit tonal. C'est là le réel conflit de la forme sonate, plutôt que la guerre des thèmes dont on entend parfois parler. Ce conflit atteint son paroxysme dans le développement, où le parcours tonal emmène l'auditeur dans des tonalités éloignées, avant d'être résolu avec l'avènement de la réexposition. Le parallèle avec le parcours narratif classique en littérature (situation initiale — élément déclencheur — péripéties) est facile à faire, et les compositeurs n'ont pas hésité à exploiter cet aspect unique de la forme sonate à partir de la fin du XVIIIe siècle. Un excellent exemple de l'utilisation de la sonate pour ses propriétés spécifiquement narratives peut être trouvé dans les quatre mouvements de la Symphonie numéro 3, op. 56, dite « Écossaise », de Felix Mendelssohn.

## Plan de la forme sonate

Exemples de plan de forme sonate bithématique : exemple pour une forme sonate en do majeur et exemple pour une forme sonate en la mineur

Le plan de la forme sonate « classique », c'est-à-dire bithématique, s'articule ainsi :

### L’exposition
- Thème A (en bleu foncé dans l'illustration du haut), dans la tonalité principale, puis transition (pont) vers la tonalité de la dominante (dans le cas d'une tonalité principale majeure ex : do majeur - sol majeur) ou du majeur relatif (dans le cas d'une tonalité principale mineure ex : do mineur - mi bémol majeur);
- Thème B (en bleu clair dans l'illustration du haut), dans la tonalité de la dominante ou du majeur relatif, et qui comprend trois phrases (b, b’, b’’) ; il peut toutefois y avoir des variantes dans les tonalités lorsque la tonalité principale (thème A) est en mode mineur. Prenons un exemple : dans la tonalité de ré mineur, le thème B est exposé le plus souvent dans la tonalité de fa majeur (majeur relatif de ré mineur), mais dans de nombreuses œuvres, comme les premiers mouvements des Neuvième Symphonie de Beethoven et Septième Symphonie de Dvorak, il est exposé dans la tonalité de si bémol majeur. D'autres variantes consistent à exposer le thème B dans la tonalité de la dominante, aussi bien en mode mineur (comme dans la Symphonie « écossaise » [1er mouvement] de Mendelssohn) qu'en mode majeur (comme dans la Quatrième Symphonie [1er mouvement] de Brahms).
- Dans certaines œuvres, brève transition, passage de première fois menant à la reprise (exemples : dans le premier mouvement de la Deuxième Symphonie de Brahms, ou encore celui de la Quatrième symphonie de Mendelssohn).
- Cadence conclusive dans la tonalité de la dominante ou du majeur relatif.

### Le développement
- Comme son nom l'indique, il s'agit d'un travail d'écriture inspiré des thèmes A et B, avec de très nombreuses modulations, avant le retour à la tonalité principale.
- C'est surtout le travail musical sur le développement qui rend compte de l'évolution majeure de la forme sonate au cours de la période classique. Ce développement compte par exemple 19 mesures dans la sonate en ut majeur KV 279 de Wolfgang Amadeus Mozart, datant de 1774, pour une exposition de 37 mesures, ce qui montre son rôle encore transitoire, fait de quelques arpèges modulants et de brefs rappels thématiques. En revanche, une trentaine d'années plus tard, dans la sonate opus 53, "Waldstein", de Ludwig van Beethoven, les 87 mesures d'exposition sont suivies de 88 mesures de développement, marquées par un travail intense sur les modulations et les cellules thématiques de l'exposition.

C'est également Beethoven qui écrit le développement le plus long, dans le premier mouvement de la Troisième Symphonie, qui compte 245 mesures soit près de 5 minutes environ, contre 153 mesures soit environ 3,30 minutes pour l'exposition, et qui constitue ainsi la section la plus longue du morceau, mais aussi la plus riche puisqu'en plus des nombreuses modulations, il comprend un thème C que l'on ne trouve ni dans l'exposition ni dans la réexposition. Par contre, on retrouve ce thème C au début de la longue coda.

### La réexposition
- Le thème A est réexposé ; puis pont qui reste cette fois dans la tonalité principale. Il existe cependant certaines œuvres dans lesquelles le thème A est omis et dans lesquelles la réexposition débute sur le thème B. C'est le cas entre autres dans le premier mouvement du Concerto pour violon no 4 de Mozart, ou encore dans le troisième mouvement du vingtième concerto pour piano du même compositeur.
- Thème B dans la tonalité principale.
- Cadence conclusive dans la tonalité principale (« coda »).
- Historiquement, il est cependant fort rare que les thèmes soient réexposés littéralement. Les compositeurs classiques, surtout Beethoven (marquant la transition vers le romantisme), enrichissent encore souvent la réexposition de variations thématiques ou de modulations inattendues qui forment un détour harmonique. Une réexposition peut encore "créer la surprise" pour une oreille qui s'attendrait à réentendre les thèmes de l'exposition. Ainsi, le thème A peut être soit réexposé dans une autre tonalité, soit, comme vous l'avez lu plus haut, omis. Plus surprenant encore, le premier mouvement de la Quatrième Symphonie de Schumann est construit entièrement sur un seul motif, comme l'est celui de la Cinquième de Beethoven, mais, contrairement à ce dernier, ne comporte pas de réexposition. Brahms, par contre, suit assez strictement le matériau de l'exposition, mis à part les modulations exigées par la forme. Ainsi, dans le premier concerto pour piano, dans le premier mouvement, le «poco più moderato» de la mesure 381 est la transposition exacte de la mesure 157, en fa majeur dans l'exposition, en ré majeur (et non mineur) dans la réexposition, à la différence du vingtième concerto de Mozart, lui aussi en ré mineur – thème B de l'exposition en fa majeur, le même thème de la réexposition en ré mineur. Brahms procède de la même façon dans le premier mouvement de sa Première Symphonie : dans l'exposition, le thème B est exposé en mi bémol majeur (relatif majeur d'ut mineur), et les éléments qui suivent sont exposés en mi bémol mineur. Dans la réexposition, Brahms utilise exactement le même procédé pour le même thème et les mêmes éléments suivants, ut majeur puis ut mineur.

## Exemples
L'ouverture de la Flûte enchantée de Mozart est de forme sonate.
Le premier mouvement de la Sonate pour piano nº 8 de Beethoven est de forme sonate.